# Марио Варгас Льоса
Хо̀рхе Ма̀рио Пѐдро Ва̀ргас Льо̀са (на испански: Mario Vargas Llosa, [ˈmaɾjo ˈβaɾɣaz ˈʎosa]) е перуански писател, Нобелов лауреат, един от водещите латиноамерикански романисти, публицисти и есеисти.

## Биография
Марио Варгас Льоса е роден през 1936 г. в Арекипа в семейство от средната класа. Той е единствено дете на Ернесто Варгас Малдонадо и Дар Льоса Урета, които се разделят пет месеца след женитбата си. Варгас Льоса прекарва детството си със своята майка в Кочабамба, Боливия, където учи в местния колеж Ла Сал. При управлението на Хосе Луис Бустаманте дядото на Варгас Льоса заема важен политически пост в Пиура, където той се премества с майка си. През 1946 г. Марио Варгас Льоса отива в Лима, където се среща за първи път с баща си. През следващите години родителите му живеят заедно. Той учи в колежа Ла Сал в Лима, а през 1950 г. баща му го изпраща във Военната академия.
Година преди завършването на Военната академия Варгас Льоса вече работи като любител-журналист. Той напуска академията и довършва образованието си в Пиура, където работи за местния вестник „Ла Индустрия“, като междувременно поставя първата си пиеса „Бягството на инката“ („La Huida del Inca“). През 1953 г. постъпва в Националния университет „Сан Маркос“ в Лима, където учи литература. През 1955 г. се жени за Хулия Уркиди, сестра на съпругата на чичо му, която е с 13 години по-възрастна от него. Връзката им продължава няколко години, след което през 1959 г. той заминава за Испания, където подготвя докторска дисертация в университета Комплутенсе в Мадрид.
Марио Варгас Льоса става известен с романа си „Градът и кучетата“ („La Ciudad y los Perros“; 1962). Книгата е посрещната с широко одобрение и нейният автор е обявен за един от основните представители на латиноамериканската литературна вълна, наред с Хулио Кортасар, Карлос Фуентес и Габриел Гарсия Маркес. Той затвърждава репутацията си с романа „Зелената къща“ („La Casa Verde“; 1966), за който получава първата награда „Ромуло Галегос“ в конкуренция с Хуан Карлос Онети и Габриел Гарсия Маркес.
През 1965 г. Варгас Льоса се жени за първата си братовчедка Патрисия Льоса, от която има три деца. Най-големият му син Алваро Варгас Льоса също става писател.
През 80-те години Марио Варгас Льоса се включва в политическия живот и става активен привърженик на икономическия либерализъм.
През 1990 г. се кандидатира за президент на Перу и губи изборите срещу Алберто Фухимори. Малко по-късно заминава за Испания и през 1993 г. получава испанско гражданство, след което се връща в Лима. През 1994 г. получава наградата за испаноезична литература „Мигел де Сервантес“.
През 2010 г. Марио Варгас Льоса е удостоен с Нобелова награда за литература. Призът от Шведската академия му се дава за „картографирането на властовите структури и отчетливото му изобразяване на личностните устойчивост, бунт и поражение“.

## Произведения
- La huida del Inca (Бягството на инката, 1952), пиеса
- Los jefes (1959), разкази
- La ciudad y los perros (1963), роман
Градът и кучетата. Превод от испански Тамара Такова. Пловдив: Христо Г. Данов, 1980, 292 с.
- La casa verde (1965), роман
Зелената къща. София: Народна култура, 1973, 394 с.
- Los cachorros (1967), разкази
- Conversación en La Catedral (1969), роман
Разговор в Катедралата. София: Народна култура, 1985, 636 с.
- García Márquez: historia de un deicidio (Гарсия Маркес: историята на едно богоубийство, 1971), есета
- Pantaleón y las visitadoras (1973), роман
Панталеон и посетителките. Превод от испански Емилия Юлзари. София: Отечествен фронт, 1981, 248 с.
- La orgía perpetua: Flaubert y „Madame Bovary“ (Вечната оргия: Флобер и „Мадам Бовари“, 1975), есета
- La tía Julia y el escribidor (1977), роман
Леля Хулия и писачът. Превод от испански Емилия Юлзари. Пловдив: Христо Г. Данов, 1981, 292 с.
Леля Хулия и писачът. Превод от испански Емилия Юлзари. Пловдив: Хермес, 2006, 384 с. ISBN 954-26-0405-X
- Entre Sartre y Camus (Между Сартър и Камю, 1981), есета
- La guerra del fin del mundo (Войната в края на света, 1981), роман
- La Señorita de Tacna (Госпожицата от Такна, 1981), пиеса
- Kathie y el hipopótamo (Кати и хипопотамът, 1983), пиеса
- Historia de Mayta (История на Майта, 1984), роман
- ¿Quién mató a Palomito Molero (1986), роман
Кой уби Паломино Молеро?. София: Колибри, 2012, 144 с.
- La Chunga (1986), пиеса
- El hablador (1987), роман
Разказвачът. Пловдив: Хермес, 2010, 240 с.[3]
- Elogio de la madrastra (1988), роман
Възхвала на мащехата. Превод от испански Боряна Цонева. София: Сигнал, 1992, 152 с.
- La verdad de las mentiras: ensayos sobre la novela moderna (Истината за лъжите: есета за съвременния роман, 1990), есета
- Lituma en los Andes (1993), роман
Литума в Андите. София: Колибри, 2013
- El loco de los balcones (Лудият от балконите, 1993), пиеса
- El pez en el agua. Memorias (Риба във водата. Спомени, 1993), мемоари
- Ojos bonitos, cuadros feos (Красиви очи, грозни картини, 1996), пиеса
- Los cuadernos de don Rigoberto (Тетрадките на дон Ригоберто, 1997), роман
- Cartas a un joven novelista (Писма до начинаещия романист, 1997), есета
- La fiesta del chivo (2000), роман
Празникът на козела. Пловдив: Хермес, 2004, 448 с. ISBN 954-26-0146-8
- Diario de Irak (Иракски дневник, 2003), репортажи
- El paraíso en la otra esquina (2003), роман
Раят зад другия ъгъл. Пловдив: Хермес, 2005, 404 с. ISBN 954-26-0349-5
- Travesuras de la niña mala (2006), роман
Лудориите на лошото момиче. Превод от испански Върбинка Костадинова. Пловдив: Хермес, 2007, 256 с. ISBN 978-954-26-0545-4
Лудориите на лошото момиче. Превод от испански Катя Диманова. София: Колибри, 2024, 368 с.
- El sueño del celta (2010), роман
Мечтата на келта. Превод от испански Десислава Антова. София: Колибри, 2008, 416 с. ISBN 978-619-150-112-0
- El héroe discreto (2013), роман
Герой по неволя. Превод от испански Емилия Юлзари. София: Колибри, 2015, 376 с. ISBN 978-619-150-318-6
- Cinco esquinas (2016), роман
Квартал Петте кьошета. Превод от испански Емилия Юлзари. София: Колибри, 2017, 256 с. ISBN 978-619-02-0105-2

## Екранизации в киното
- Día domingo, екранизация на едноименния разказ, режисирана от Луис Льоса през 1970 г.
- Los cachorros, произведение, адаптирано към киното през 1973 г. от Хорхе Фонс, носител на наградата на Института за култура на Международния филмов фестивал в Сан Себастиан през 1972 г.[4]
- Панталеон и посетителките, пиеса, екранизирана през 1975 г., сърежисирана от самия Варгас Льоса, който изиграва и една от второстепенните роли.
- Градът и кучетата, филмова версия, режисирана от Франсиско Хосе Ломбарди през 1985 г.
- Ягуар, втора екранизация на „Градът и кучетата“, филм, заснет в Русия от чилийския режисьор Себастиан Аларкон през 1986 г.
- Tune in Tomorrow, екранизация на Леля Хулия и писачът, режисирана от Джон Амиел през 1990 г.
- Панталеон и посетителките, втора екранизация на едноименния роман, режисирана от Франсиско Хосе Ломбарди през 1999 г.
- Празникът на козела, режисиран от Луис Льоса през 2005 г.
- Лудориите на лошото момиче, мексикански уеб сериал от 2022 г., продуциран от ТелевисаУнивисион.